# Eurukuttarus laniata
Eurukuttarus laniata är en fjärilsart som beskrevs av George Francis Hampson 1905. Eurukuttarus laniata ingår i släktet Eurukuttarus och familjen säckspinnare. Inga underarter finns listade i Catalogue of Life.